# Струве, Мария Александровна
Мари́я Алекса́ндровна Стру́ве (урожд. Ельчанинова; фр. Maria Eltchaninoff; 3 июня 1925, Ницца, Франция — 13 ноября 2020) — художница-иконописец, общественный деятель.

## Биография и деятельность
Родилась 3 июня 1925 года в Ницце в семье эмигрантов — А. В. Ельчанинова и художницы-иконописца Т. В. Ельчаниновой (урожд. Левандовской). В семье Ельчаниновых были ещё двое старших детей — Наталья и Кирилл. Через год после рождения Марии А. В. Ельчанинов был рукоположён в сан священника.
Мария училась иконописи у монахини Иоанны (Ю. Н. Рейтлингер), стала членом парижского общества «Икона». Была духовной дочерью о. Сергия Булгакова. Вошла в круг Русского студенческого христианского движения (РСХД), участвовала в его работе, принимала участие в съездах движения. В 1948 году на съезде РСХД познакомилась с семнадцатилетним Никитой Струве, будущим религиозным и общественным деятелем. В 1954 году вышла за него замуж. Участвовала в редакционно-издательской деятельности «ИМКА-Пресс».
Работала над храмовыми росписями и иконами, занималась реставрацией. М. А. Струве выполнены росписи иконостасов в православных храмах Нью-Йорка, Сан-Франциско и других городов США, в храме Шамбри под Женевой в Швейцарии, настенные росписи в церкви Шамбези в Швеции и др.
С 1967 года участвовала в ежегодных выставках современной иконы в Париже и Монжероне. В 1996 году на юбилейной выставке общества «Икона» в Париже были представлены выполненные М. А. Струве иконы Архангела Михаила и Иоанна Крестителя.
М. А. Струве стала основателем и руководителем иконописной мастерской в Плезо (Франция).
В 2001—2003 годах обучала искусству иконописи монахинь Покровского монастыря в Бюсси-ан-От. М. А. Струве принадлежит авторство основных икон иконостаса нового храма Покровской обители в Бюсси-ан-От (2003).
М. А. Струве — участница международных конференций и семинаров, посвящённых церковным и богословским вопросам.
Умерла 13 ноября 2020 года.
По определению поэта О. Седаковой, образы, созданные М. А. Струве, «дышат и молятся, и зовут молиться».